# 야마모토 요스케 (유도 선수)
야마모토 요스케(일본어: 山本 洋祐, 1960년 6월 22일~)는 일본의 유도 선수로 1988년 하계 올림픽에서 하프라이트급 동메달을 획득했고, 1987년 세계 선수권 대회에서 하프라이트급 금메달을 획득했다.